# Nelson Luís Kerchner
Nelson Luís Kerchner (* 31. prosinec 1962) je bývalý brazilský fotbalista.

## Reprezentace
Nelsinho odehrál 17 reprezentačních utkání. S brazilskou reprezentací se zúčastnil Copa América 1987.

## Statistiky
| Brazílie | Brazílie | Brazílie |
| Roky     | Záp.     | Góly     |
| -------- | -------- | -------- |
| 1987     | 11       | 1        |
| 1988     | 4        | 0        |
| 1989     | 1        | 0        |
| 1990     | 1        | 0        |
| Celkem   | 17       | 1        |